# B7-2
B7-2, in der Literatur häufig auch als CD86 bezeichnet, ist ein Oberflächenprotein aus der Immunglobulin-Superfamilie. Als Kostimulator ist es an der Aktivierung von T-Zellen im Zuge der Immunantwort beteiligt.

## Eigenschaften
B7-2 wird von aktivierten B-Zellen und Monozyten exprimiert und bildet Homodimere. Die Aktivierung über einen Kostimulator liefert das notwendige zweite Aktivierungssignal für T-Zellen. B7-2 bindet an CD28 (T-Zell-aktivierend) oder CTLA-4 (T-Zell-inaktivierend). Die Isoform 2 von B7-2 hemmt die Bindung der Isoform 1 aneinander und hemmt dadurch die Aktivierung. B7-2 ist glykosyliert und besitzt eine ähnliche Funktion wie B7-1.
B7-2 ist der zelluläre Rezeptor der Adenoviren der Gruppe B.